# John Menegon

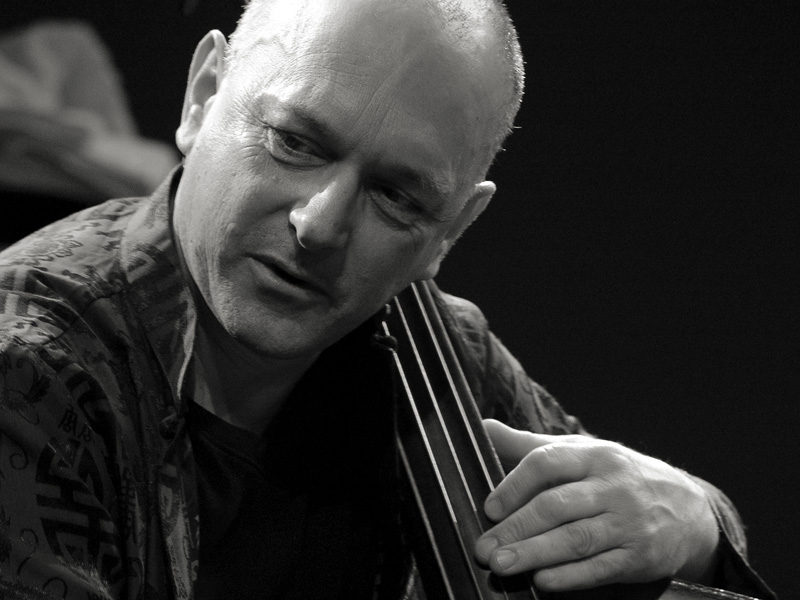
John Menegon, Moers Festival, Juni 2006

John Menegon ist ein Jazz-Bassist, Komponist und Arrangeur.

## Biografie
John Menegon begann seine Karriere als Jazzbassist in Montreal (Kanada). Nach einigen Jahren in der kanadischen Jazzszene, u. a. mit dem Gitarristen Sonny Greenwich und den Saxophonisten Steve Grossmann und Pat LaBarbera, zog es ihn in den 1980er Jahren nach New York, um seine Fähigkeiten weiter auszubauen.
Dort traf er Saxophonist Peter Yellin, Direktor der Jazz Studies an der Long Island Universität in Brooklyn, der Menegon ein Stipendium im Fachbereich Jazz anbot.
Seit seinem Umzug von Montreal nach New York hat John Menegon unter anderen mit Kenny Barron, Bruce Barth, Paul Bley, Anthony Braxton's Tri-Centric Orchestra, Nick Brignola, Kenny Burrell, Jay Clayton, Jimmy Cobb, Jack DeJohnette, Al Foster, Slide Hampton, Sheila Jordan, Lee Konitz, J. R. Monterose, Adam Nussbaum, Pete Yellin gespielt.
Mengon war Mitglied des Dewey Redman Quartet (bis 2006) und im David “Fathead” Newman Quintet. Mit Jazzlegenden wie Ornette Coleman, Charlie Haden, Don Cherry, Charlie Haden, Ed Blackwell und Keith Jarrett spielte Menegon auf Jazz-Festivals in Südafrika, Argentinien, Türkei, Brasilien, Europa und den USA. Diese Musiker übten einen nicht unerheblichen Einfluss auf Menegons Spielweise und Kompositionen aus.
2003 erschien sein Debütalbum Search Light. Die Auswahl seiner Kompositionen und Arrangements hat Menegon mit Dewey Redman, John Gunther, Mark Dziuba, Mark McLean, Tani Tabbal und Teri Roiger aufgenommen.
Weiterhin ist er gemeinsam mit Schlagzeuger Jeff Siegel und Gitarrist Adam Rafferty am New York Trio Project beteiligt. Dessen Album Fifth House wurde in Menegons Studio aufgenommen und abgemischt.
In der vergangenen Dekade arbeitete Menegon mit der Sängerin Teri Roiger zusammen. Ursprünglich als Duo für Bass und Stimme formiert, mündete die Kooperation in die Aufnahme der CD Misterioso mit Jack DeJohnette und Kenny Burrell. Die Arbeit mit Teri Roiger und ihrem Quartett bzw. aktuell (auf Still Live, 2005) mit ihrem Quintett gab Menegon die Möglichkeit einige seiner Gesangskompositionen einzuspielen.
Menegons Kompositionen wurden u. a. auch für Modern Dance, das National-Geographic-Fernsehen (Route 66), für den Sender Nickelodeon und Dokumentationen genutzt.
Menegon unterrichtet Bass und gibt Jazz Workshops am SUNY New Paltz, am Bard College, sowie am Williams College in Massachusetts und am Bennington College in Vermont.

## Diskographie
- Misterioso Teri Roiger/John Menegon (1998)
- Fifth House New York Trio Project (2001)
- Search Light, 2004
- Soul Advice, 2005

### Als Sideman (Auswahl)
- David "Fathead" Newman: Song For The New Man (2004 mit John Hicks, Curtis Fuller, Jimmy Cobb)
- Dewey Redman's Guggenheim Grant Project (2004, mit Joe Lovano, Michael Bocian, Leroy Jenkins, Matt Wilson, Pheeroan akLaff, Amina Claudine Myers, Teri Roiger, Judi Silvano, Lydija Redman)